# کنسرتو پیانو شماره ۱ (شوپن)
کنسرتو پیانو شماره ۱ در می مینور، اپوس ۱۱، اثری از فردریک شوپن هست.
شوپن بیست ساله در سال ۱۸۳۰ این کنسرتو را نوشت و در ۱۲ اکتبر همان سال، در تئاتر ملی ورشو، به عنوان پیانیست‌ اثر خود را اجرا کرد. این کنسرت از آخرین اجرا‌های شوپن پیش از ترک لهستان بود.
با وجود اینکه شوپن در ابتدا کنسرتو شماره ۲ را نوشته بود، کنسرتو شماره ۱ زودتر چاپ شد.
اجرا معمول این کنسرتو، تقریبا چهل دقیقه زمان می‌برد.